# Leningradszkaja Szálloda
A Leningradszkaja Szálloda vagy mai nevén Hilton Moscow Leningradskaya (oroszul: Хилтон Москоу Ленинградская) egy 1954-ben átadott, sztálinista-neoklasszicista stílusban épült luxusszálloda a Komszomolszkaja téren, Moszkvában. Egyike a Hét nővér néven ismert felhőkarcolóknak, és 136 méteres magasságával a legalacsonyabb közülük. Tervezője Leonyid Mihajlovics Poljakov szovjet építész volt. Az épülettől mindössze néhány sarokra található egy másik nővér, a Vörös kapuk téri magasépület.
A Leningradszkaja Szálloda meghatározó látványossága a Komszomolszkaja térnek. A közelben található három vasútállomás is (Leningrádi, Jaroszlavi, Kazanyi), valamint a moszkvai belváros egyik nagyobb körgyűrűje, a Szadovoje Kalco.

## Története
Az épülete mintájául az 1930-as években épült amerikai felhőkarcolók szolgáltak, amelyet a tervezéskor elegyítettek a szovjet neoklasszicista stílussal, azon belül is a szocialista realizmussal. Az épületet 1954-ben adták át, és Moszkva legelőkelőbb luxusszállodájának szánták. Az épület ennek ellenére rossz kihasználtságú, Hruscsov 1955-ös, a költekezés visszafogásáról szóló rendelete szerint a hotel 354 szobájának árából 1000 másik szobát lehetett volna építeni, csupán a rendelkezésre álló hely 22%-a használható, és az egy főre eső költségek 50%-kal magasabbak, mint a Hotel Moszkvában.
A lépcsőház a világ egyik leghosszabb izzósorával van felszerelve, amely a Guinness Rekordok Könyvébe is bekerült. A felsőbb emelet folyosóit és halljait sötét színű cseresznyefa berakások díszítik.
A szállodát 2008-ban vette át a Hilton szállodalánc, egy több millió dolláros teljes körű felújítás és restaurálás után. Még ebben az évben újranyitották, immáron Hilton Moscow Leningradskaya néven.

## Szolgáltatások
A hotelben található egy étterem, bár, társalgó, uszoda, szépségszalon, fitneszközpont úszómedencével, ajándékbolt, bálterem, üzletközpont, konferenciaterem és valutaváltó is.

## Fordítás
- Ez a szócikk részben vagy egészben  a   Hilton Moscow Leningradskaya című angol Wikipédia-szócikk ezen változatának fordításán alapul.  Az eredeti cikk szerkesztőit annak laptörténete sorolja fel. Ez a jelzés csupán a megfogalmazás eredetét és a szerzői jogokat jelzi, nem szolgál a cikkben szereplő információk forrásmegjelöléseként.